# Ayşe Cora
Ayşe Cora (Istanbul, 3 marzo 1993) è una cestista turca.

## Carriera
Con la Turchia ha disputato i Giochi olimpici di Rio de Janeiro 2016, i Campionati mondiali del 2018 e tre edizioni dei Campionati europei (2015, 2017, 2019).